# 대한민국 대통령실 (중앙행정기관)
대통령실(大統領室)은 이명박 정부(2008년 ~ 2013년) 시기에 대통령의 국정수행 보좌에 관한 사무를 관장했던 대한민국의 옛 중앙행정기관이다. 2008년 2월 29일 대통령비서실과 대통령경호실을 개편하여 발족하였으며 2013년 3월 23일 대통령비서실, 국가안보실로 개편되면서 폐지되었다. 경호 업무는 대통령경호실로 이관되었다.

## 설치 근거 및 소관 조항
- 정부조직법 [법률 제8852호, 2008.02.29 전부개정] 제14조[1]
- 대통령실과 그 소속기관 직제 [대통령령 20723호, 2008.02.29 제정] 제3조[2]

## 연혁
- 2008년 2월 29일 - 대통령비서실을 폐지하고 대통령실을 신설.
- 2013년 3월 23일 - 대통령실을 폐지하고 대통령비서실을 신설. 경호 업무는 대통령경호실로 이관.

## 조직
| - 경제수석실 - 경호처 - 교육과학문화수석실 - 국가위기관리실 | - 국정기획수석실 - 대변인 - 민정수석실 - 사회정책수석실 | - 외교안보수석실 - 정무수석실 - 정책실 - 홍보수석실 |

## 역대 실장

### 대통령실장
| 정부        | 대수 | 이름           | 임기                               | 비고                                                                                |
| ----------- | ---- | -------------- | ---------------------------------- | ----------------------------------------------------------------------------------- |
| 이명박 정부 | 초대 | 류우익(柳佑益) | 2008년 2월 25일 ~ 2008년 6월 10일  | 서울대 교수&통일부 장관&주 중국 대사&세계지리학연합회 사무총장&국제정책연구원장     |
| 이명박 정부 | 2대  | 정정길(鄭正佶) | 2008년 6월 20일 ~ 2010년 6월 3일   | 서울대 교수&울산대 총장&정부기능조정위원회 위원장&한국행정학회장&한국학중앙연구원장 |
| 이명박 정부 | 3대  | 임태희(任太熙) | 2010년 7월 16일 ~ 2011년 11월 30일 | 고용노동부 장관&제16·17·18대 국회의원&한나라당 정책위원회 의장&대한배구협회장       |
| 이명박 정부 | 4대  | 하금열(河今烈) | 2011년 12월 12일 ~ 2013년 2월 24일 | 동아방송 기자&SBS 사장·상임고문&한국방송협회 부회장&SBS미디어홀딩스 대표이사        |